# Скворцово (Хабаровский край)
Скворцо́во — село в Хабаровском районе Хабаровского края. Входит в Мирненское сельское поселение.

## География
Село Скворцово стоит на 12-м километре трассы Хабаровск — Комсомольск-на-Амуре, спутник села Мирное.

## История
В 1969 г. указом президиума ВС РСФСР селение 12 километр Сарапульского шоссе переименовано в село Скворцово.

## Население
| 1992 | 2002 | 2010 | 2011 | 2012 | 2021 |
| ---- | ---- | ---- | ---- | ---- | ---- |
| 188  | ↗199 | ↘158 | ↗159 | ↗162 | ↗407 |

## Инфраструктура
- Сельскохозяйственные предприятия Хабаровского района.
- В окрестностях села Скворцово находятся садоводческие общества хабаровчан.
- В окрестностях села находятся воинские части.